# Campeonato Europeu de Ginástica Artística de 2000 - Resultados femininos
Os resultados masculinos do Campeonato Europeu de Ginástica Artística de 2000 contaram com todas as provas.

## Resultados

### Individual geral
Finais
| Posição           | Ginasta                  | Total  |
| ----------------- | ------------------------ | ------ |
| Medalha de ouro   | RUS Svetlana Khorkina    | 38,749 |
| Medalha de prata  | RUS Elena Zamolodchikova | 38,624 |
| Medalha de bronze | UKR Viktoria Karpenko    | 38,456 |
| 4                 | ESP Ester Moya           | 38,442 |
| 5                 | UKR Olga Roschupkina     | 38,404 |
| 6                 | ROM Andreea Raducan      | 38,331 |
| 7                 | ESP Sara Moro            | 38,056 |
| 8                 | ROM Simona Amanar        | 38,049 |
| 9                 | CZE Jana Komrskova       | 37,499 |
| 10                | GBR Lisa Mason           | 37,368 |
| 11                | ITA Monica Bergamelli    | 37,299 |
| 12                | GER Birgit Schweigert    | 36,911 |
| 13                | SVK Zuzana Sekerova      | 36,674 |
| 14                | NED Nuijten Monique      | 36,580 |
| 15                | CZE Katerina Maresova    | 36,130 |
| 15                | GER Dagmar Fehrenschild  | 36,130 |
| 17                | POL Joanna Skowronska    | 36,106 |
| 18                | ITA Adriana Crisci       | 36,098 |
| 19                | HUN Adrienn Nyeste       | 35,886 |
| 20                | BLR Alena Polozkova      | 35,736 |
| 21                | BEL Sigrid Persoon       | 35,617 |
| 22                | CHE Annik Salzmann       | 35,211 |
| 23                | SLO Mojca Mavric         | 34,855 |
| 24                | BEL Laetitia Reho        | 34,143 |

| Pos.              | Ginasta                  | Pts   |
| ----------------- | ------------------------ | ----- |
| Medalha de ouro   | ROM Simona Amanar        | 9,674 |
| Medalha de prata  | RUS Elena Zamolodchikova | 9,668 |
| Medalha de bronze | ESP Esther Moya          | 9,574 |
| 4                 | RUS Elena Produnova      | 9,543 |
| 5                 | UKR Viktoria Karpenko    | 9,512 |
| 6                 | UKR Alona Kvasha         | 9,418 |
| 7                 | ITA Martina Bremini      | 9,337 |
| 8                 | ESP Laura Martinez       | 8,618 |

| Pos.              | Ginasta               | Pts   |
| ----------------- | --------------------- | ----- |
| Medalha de ouro   | RUS Svetlana Khorkina | 9,837 |
| Medalha de prata  | UKR Viktoria Karpenko | 9,800 |
| Medalha de bronze | RUS Elena Produnova   | 9,775 |
| 4                 | ROM Andreea Isarescu  | 9,725 |
| 5                 | ESP Laura Martinez    | 9,612 |
| 6                 | BLR Tatiana Jarganova | 9,550 |
| 7                 | ITA Adriana Crisci    | 9,325 |
| 8                 | HUN Adrienn Nyeste    | 9,287 |

| Pos.              | Ginasta                  | Pts   |
| ----------------- | ------------------------ | ----- |
| Medalha de ouro   | RUS Svetlana Khorkina    | 9,837 |
| Medalha de prata  | ROM Simona Amanar        | 9,800 |
| Medalha de bronze | RUS Elena Zamolodchikova | 9,762 |
| 4                 | UKR Viktoria Karpenko    | 9,587 |
| 5                 | ROM Andreea Raducan      | 9,475 |
| 6                 | UKR Olga Rochchupkina    | 9,350 |
| 7                 | GBR Lisa Mason           | 9,275 |
| 8                 | ITA Elena Olivetti       | 8,625 |

| Pos.             | Ginasta                  | Pts   |
| ---------------- | ------------------------ | ----- |
| Medalha de ouro  | FRA Ludivine Furnon      | 9,875 |
| Medalha de prata | UKR Viktoria Karpenko    | 9,812 |
| Medalha de prata | ROM Andreea Raducan      | 9,812 |
| Medalha de prata | RUS Elena Produnova      | 9,812 |
| 5                | ROM Simona Amanar        | 9,800 |
| 6                | UKR Olga Rochchupkina    | 9,737 |
| 7                | ITA Adriana Crisci       | 9,600 |
| 8                | RUS Elena Zamolodchikova | 9,437 |

### Equipes
Finais
| Posição           | País         | Total   |
| ----------------- | ------------ | ------- |
| Medalha de ouro   | Rússia       | 115,760 |
| Medalha de prata  | Ucrânia      | 115,302 |
| Medalha de bronze | Roménia      | 114,703 |
| 4                 | Espanha      | 112,802 |
| 5                 | Itália       | 111,665 |
| 6                 | França       | 111,097 |
| 7                 | Reino Unido  | 110,482 |
| 8                 | Bielorrússia | 110,277 |